# アレクサンドル・イワノフ (1993年生の陸上選手)
アレクサンドル・アレクセーエヴィチ・イワノフ（ロシア語:  Александр Алексеевич Иванов、1993年4月25日 - ）はロシアの陸上競技選手、2013年第14回世界選手権男子20km競歩金メダリスト。ニジニ・タギル出身。
練習拠点はサランスクでViktor Cheginコーチの指導を受けている。2012年7月、バルセロナで行われた世界ジュニア選手権10000mで2位に入った。2013年7月フィンランド・タンペレで行われたヨーロッパU-23選手権20km競歩で、1時間21分34秒を記録して2位入賞の成績を残した。
同年8月11日、モスクワの世界選手権20km競歩は気温29℃の条件下で行われた、序盤に日本の鈴木雄介にリードされたが集団を形成して追い上げ、13キロ過ぎに逆転した。集団がばらけた後、18キロ地点でグアテマラのエリック・バロンドに一旦引き離されたが、バロンドはその後失格となり、先頭に立ったイワノフは陳定らを振り切り自己ベストを更新する1時間20分58秒の記録で優勝した。同大会開催国ロシア初の金メダル獲得、20歳で世界選手権20km優勝者となった。2014年のヨーロッパ選手権ではミゲル・アンヘル・ロペスに1秒差で敗れ、2位となった。

## 主な戦績
| 年   | 大会                 | 開催地       | 種目       | 順位 | 記録          |
| ---- | -------------------- | ------------ | ---------- | ---- | ------------- |
| 2012 | 世界ジュニア選手権   | バルセロナ   | 10000m競歩 | 2位  | 40分12秒90    |
| 2013 | ヨーロッパU-23選手権 | タンペレ     | 20km競歩   | 2位  | 1時間21分34秒 |
| 2013 | 世界選手権           | モスクワ     | 20km競歩   | 1位  | 1時間20分58秒 |
| 2014 | ヨーロッパ選手権     | チューリッヒ | 20km競歩   | 2位  | 1時間19分45秒 |